# Земјанска Олча
Земјанска Олча (слч. Zemianska Olča, мађ. Nemesócsa) насељено је мјесто са административним статусом сеоске општине (слч. obec) у округу Коморан, у Њитранском крају, Словачка Република.

## Становништво
| Година:    | 1994. | 2004.   | 2014.   | 2024.   |
| ---------- | ----- | ------- | ------- | ------- |
| Број људи: | 2614  | 2598    | 2362    | 2248    |
| Разлика:   |       | -0,61 % | -9,08 % | -4,82 % |

| Година:    | 2023. | 2024.   |
| ---------- | ----- | ------- |
| Број људи: | 2257  | 2248    |
| Разлика:   |       | -0,39 % |

Према подацима о броју становника из 2011. године насеље је имало 2.444 становника.